# 地殻運動
地殻運動又稱地殼變動、構造運動，是由於地質作用導致地殼上的岩層和岩體出現變形和位移。地殻運動分為水平運動和平行運動。當發生水平運動時，岩層受到水平方向的擠壓和拉伸後出現褶皺和斷裂。褶皺的表現為出現褶皺山脈，斷裂的表現為出現裂谷。當發生垂直運動時，地殼會上升或下降，當地殼上升時，原本的海底會成為山坡，例如喜馬拉雅山曾經淹沒在海洋之中。而陸地也會成為海底，例如印度洋洋底曾經為陸地上的沼澤。